# Propriozeption
Propriozeption (von lateinisch proprius ‚eigen‘ und recipere ‚aufnehmen‘) bezeichnet die Wahrnehmung des eigenen Körpers nach dessen Lage im Raum, den Stellungen von Kopf, Rumpf und Gliedmaßen zueinander sowie deren Veränderungen als Bewegungen mitsamt dem Empfinden für Schwere, Spannung, Kraft und Geschwindigkeit. Es handelt sich dabei um eine Eigenempfindung.

## Begriffsabgrenzung
Der Ausdruck Propriozeption ist dem englischen proprioception entlehnt und geht zurück auf den 1906 von dem britischen Neurophysiologen Charles Scott Sherrington (1857–1952) geprägten Begriff, mit dem eine sensorische Struktur, die innerhalb der Gewebe entstandene Reize erhält, als proprioceptor bezeichnet wird.
Die Propriozeption (gelegentlich Propriorezeption genannt) zählt nicht zur Wahrnehmung der Außenwelt, der Exterozeption. Die Propriozeption umfasst jene Empfindungen, die einem Lebewesen die Wahrnehmung des Körpers nach dessen Lage, Stellung und Bewegung in Raum und Zeit ermöglichen, und ist eine Eigenempfindung. Sie wird unterschieden von der Viszerozeption als jenen Empfindungen, die eine Wahrnehmung im Körper enthaltener innerer Organe und deren Tätigkeit ermöglichen. Propriozeption und Viszerozeption lassen sich unter dem Oberbegriff der Interozeption zusammenfassen.

## Physiologie
Für die Wahrnehmung des eigenen Körpers nach Lage, Haltung, Stellung, Spannung und Bewegung werden verschiedene Sinne aufeinander bezogen. Neben Signalen von Sinneszellen der Haut (Tastsinn) und der Vestibularorgane (Gleichgewichtssinn) sind dies hauptsächlich solche von Rezeptorzellen der Tiefensensibilität, die daher auch Propriozeptoren genannt werden. Hierbei handelt es sich um Mechanorezeptoren, die als sensible Endorgane in Muskeln, Sehnen und Gelenken auf Zustand und Zustandsänderungen des Stütz- und Bewegungsapparats ansprechen (z. B. Muskelspindeln, Golgi-Sehnenorgane, Gelenksensoren).

## Propriozeptive Nervenbahnen und Kerngebiete
Als Hauptfeld der sensorischen Rinde ist die hintere Zentralwindung anzusehen, die ihre Impulse über die Fasern vom Trigeminus und von den aufsteigenden Hinterstrangbahnen erhält. Die somatotopische Gliederung der engen Nachbarschaft von hinterer und vorderer Zentralwindung wiederholt in gewisser Weise den Bauplan des Rückenmarks (aufsteigende Hinterstrangbahnen und gemischte teils auf- und absteigende Vorderseitenstrangbahnen). Durch Reizung sensibler Körperregionen werden die entsprechenden motorischen Regionen einschließlich ihrer Thalamuskerne in Bereitschaft gehalten. Der Körper wird so leichter in die Lage versetzt, mit zweckmäßigen Bewegungen zu reagieren.
Auch gewisse afferente zum Gyrus praecentralis (Area 4 und 6) ziehende Fasern dienen offenbar der Verarbeitung propriozeptiver Empfindungen, welche die Voraussetzung für jede geregelte Motorik bilden. Sie stammen aus dem Cerebellum.
Propriozeptive Fasern ausgehend von Knochen, Gefäßen und viszeralen Organen wie etwa Herz und Darm ziehen zunächst zum Hypothalamus. Sie werden dort gekoppelt mit den Impulsen des hormonalen Systems und direkt in den Dienst der Regulation der vegetativen und animalen Körperfunktionen gestellt.

## Unterschiedliche Ausprägung der Propriozeption
Jia Han und Mitautoren berechneten 2015 für die Sportarten rhythmische Sportgymnastik, Schwimmen, Tanz, Badminton und Fußball den Zusammenhang zwischen Spitzenleistung und dem Ausprägungsgrad der Propriozeption (gemessen in Wahrnehmungstests für Winkelstellungen von Gelenken). Hierzu verglichen sie 25 Nicht-Sportler mit je 25 regional, national und international erfolgreichen Sportlern. Sie stellten fest, dass sich 30 % der Leistungsunterschiede durch die unterschiedlich ausgeprägte Propriozeption mit größter statistischer Wahrscheinlichkeit erklären ließen (p < 0.001). Die Propriozeptionen an den unterschiedlichen Gelenken korrelierten nicht, sondern waren unabhängige Größen. Somit gibt es keine allgemeine Propriozeption, sondern nur eine gelenkspezifische. Da es keinen Zusammenhang zum Trainingsalter und dem Ausprägungsgrad der Propriozeption gab, kann die unterschiedliche Qualität der Propriozeption als Talentkriterium gelten.
In seltenen Fällen können Menschen die Fähigkeit zur Propriozeption verlieren. Teilweise kann dies durch den Sehsinn kompensiert werden. 2019 waren weltweit fünf Fälle bekannt.

## Filme
- Unser geheimer 6. Sinn, Arte-Dokumentation von Vincent Amouroux (F 2019, 53 Min)